# Henry O'Brien
Henry O'Brien (San José, 5 d'abril de 1910 - Comtat de Santa Clara, 18 d'abril de 1973) fou un ciclista estatunidenc, professional des del 1932 fins al 1940. Es va especialitzar en les curses de sis dies. Com a amateur va participar en els Jocs Olímpics de 1928 i 1932.

## Palmarès
- 1932
  - 1r als Sis dies de Los Angeles (amb Louis Berti)
- 1935
  - 1r als Sis dies de San Francisco (amb Jack Sheehan)
- 1936
  - 1r als Sis dies de San Francisco (amb Cecil Yates)
- 1940
  - 1r als Sis dies de Columbus (amb Gustav Kilian)